# Чемпионат СССР по хоккею с мячом 1970/1971
23-й чемпионат СССР по хоккею с мячом проходил с 25 ноября 1970 года по 23 марта 1971 года.
Количество команд высшей лиги было сокращено до 14. Соревнования по второй группе класса «А» в этом сезоне не проводились. Сыграно 182 матча, в них забито 1072 мяча.
Чемпионом СССР стала команда СКА (Свердловск).

## Первая группа класса «А»
| М  | Команда                            | 1       | 2       | 3        | 4        | 5        | 6       | 7       | 8        | 9       | 10       | 11      | 12      | 13      | 14       | В  | Н | П  | Мячи            | О  |
| -- | ---------------------------------- | ------- | ------- | -------- | -------- | -------- | ------- | ------- | -------- | ------- | -------- | ------- | ------- | ------- | -------- | -- | - | -- | --------------- | -- |
| 1  | СКА (Свердловск)                   |         | 3:1 4:3 | 5:2 3:2  | +:- 6:5  | 2:5 3:3  | 6:2 3:1 | 6:2 4:4 | 5:0 1:3  | 3:2 5:1 | 9:1 3:0  | 7:4 1:1 | 3:2 6:4 | 6:1 2:3 | 5:0 3:7  | 19 | 3 | 4  | 104 — 59 = + 45 | 41 |
| 2  | «Динамо» (Москва)                  | 3:4 1:3 |         | 4:3 3:3  | 2:1 2:1  | 7:1 2:2  | 2:2 1:1 | 4:3 1:2 | 8:3 3:0  | 4:1 1:3 | 6:5 4:4  | 7:3 5:5 | 6:2 5:4 | 2:0 5:2 | 6:1 2:7  | 15 | 6 | 5  | 96 — 66 = + 30  | 36 |
| 3  | «Динамо» (Алма-Ата)                | 2:3 2:5 | 3:3 3:4 |          | 10:2 2:3 | 5:4 3:4  | 1:0 5:5 | 6:3 1:1 | 6:3 2:2  | 5:4 3:3 | 7:2 2:3  | 9:4 2:2 | 6:0 6:3 | 4:2 5:2 | 12:3 8:2 | 14 | 6 | 6  | 120 — 72 = + 48 | 34 |
| 4  | СКА (Хабаровск)                    | 5:6 -:+ | 1:2 1:2 | 3:2 2:10 |          | 4:3 4:2  | 2:1 3:6 | 7:3 3:3 | 5:1 4:5  | 3:3 3:3 | 5:2 3:1  | 2:2 3:2 | 5:1 3:4 | 5:1 3:2 | 4:3 5:2  | 14 | 4 | 8  | 88 — 72 = + 16  | 32 |
| 5  | «Волга» (Ульяновск)                | 3:3 5:2 | 2:2 1:7 | 4:3 4:5  | 2:4 3:4  |          | 1:2 3:0 | 0:0 3:1 | 10:2 2:2 | 2:2 1:1 | 6:2 1:5  | 5:5 2:2 | 7:1 0:1 | 2:1 3:1 | 3:2 4:1  | 11 | 8 | 7  | 79 — 61 = + 18  | 30 |
| 6  | «Енисей» (Красноярск)              | 1:3 2:6 | 1:1 2:2 | 5:5 0:1  | 6:3 1:2  | 0:3 2:1  |         | 2:0 1:3 | 4:2 2:2  | 2:0 1:4 | 0:3 3:3  | 4:1 1:9 | 2:1 1:2 | 4:1 0:2 | 7:1 5:3  | 10 | 5 | 11 | 59 — 64 = — 5   | 25 |
| 7  | «Шахтёр» (Кемерово)                | 4:4 2:6 | 2:1 3:4 | 1:1 3:6  | 3:3 3:7  | 1:3 0:0  | 3:1 0:2 |         | 3:1 1:1  | 2:2 4:4 | 2:0 1:5  | 6:2 1:3 | 6:3 0:3 | 2:2 2:1 | 3:1 0:5  | 8  | 8 | 10 | 58 — 71 = — 13  | 24 |
| 8  | «Уральский трубник» (Первоуральск) | 3:1 0:5 | 0:3 3:8 | 2:2 3:6  | 5:4 1:5  | 2:2 2:10 | 2:2 2:4 | 1:1 1:3 |          | 2:1 1:2 | 10:2 1:3 | 4:2 7:4 | 3:5 1:3 | 3:2 2:1 | 5:1 2:1  | 10 | 4 | 12 | 68 — 83 = — 15  | 24 |
| 9  | «Вымпел» (Калининград)             | 1:5 2:3 | 3:1 1:4 | 3:3 4:5  | 3:3 3:3  | 1:1 2:2  | 4:1 0:2 | 4:4 2:2 | 2:1 1:2  |         | 3:1 1:1  | 4:3 1:5 | 2:0 1:1 | 0:1 6:1 | 1:2 0:3  | 7  | 9 | 10 | 55 — 60 = — 5   | 23 |
| 10 | «Автомобилист» (Караганда)         | 0:3 1:9 | 4:4 5:6 | 3:2 2:7  | 1:3 2:5  | 5:1 2:6  | 3:3 3:0 | 5:1 0:2 | 3:1 2:10 | 1:1 1:3 |          | 6:4 4:5 | 5:4 1:8 | 2:2 4:5 | 4:0 4:1  | 9  | 4 | 13 | 73 — 96 = — 23  | 22 |
| 11 | «Зоркий» (Красногорск)             | 1:1 4:7 | 5:5 3:7 | 4:9 2:2  | 2:3 2:2  | 2:2 5:5  | 9:1 1:4 | 3:1 2:6 | 4:7 2:4  | 5:1 3:4 | 5:4 4:6  |         | 6:0 1:2 | 7:4 4:3 | 6:3 0:4  | 8  | 6 | 12 | 92 — 97 = — 5   | 22 |
| 12 | «Локомотив» (Иркутск)              | 4:6 2:3 | 4:5 2:6 | 3:6 0:6  | 4:3 1:5  | 1:0 1:7  | 2:1 1:2 | 3:0 3:6 | 3:1 5:3  | 1:1 0:2 | 8:1 4:5  | 2:1 0:6 |         | 4:1 2:3 | 8:0 1:2  | 10 | 1 | 15 | 69 — 82 = — 13  | 21 |
| 13 | «Водник» (Архангельск)             | 3:2 1:6 | 2:5 0:2 | 2:5 2:4  | 2:3 1:5  | 1:3 1:2  | 2:0 1:4 | 1:2 2:2 | 1:2 2:3  | 1:6 1:0 | 5:4 2:2  | 3:4 4:7 | 3:2 1:4 |         | 5:3 2:2  | 6  | 3 | 17 | 51 — 84 = — 33  | 15 |
| 14 | «Североникель» (Мончегорск)        | 7:3 0:5 | 7:2 1:6 | 2:8 3:12 | 3:4 2:5  | 1:4 2:3  | 3:5 1:7 | 5:0 1:3 | 1:2 1:5  | 3:0 2:1 | 1:4 0:4  | 4:0 3:6 | 2:1 0:8 | 2:2 3:5 |          | 7  | 1 | 18 | 60 — 105 = — 55 | 15 |

1. В верхних строках таблицы приведены результаты домашних матчей, а в нижних-результаты игр на выезде.
2. Матч СКА (Свердловск) — СКА (Хабаровск), назначенный на 13 января 1971 года не состоялся в связи с тем, что из-за нелётной погоды команда СКА (Хабаровск) не смогла прибыть на матч. Ей было засчитано техническое поражение, а команде СКА (Свердловск), соответственно, победа.

## Итоговая таблица чемпионата
| Команда                               | И  | В  | Н | П  | М      | О  |
| ------------------------------------- | -- | -- | - | -- | ------ | -- |
| 1. СКА (Свердловск)                   | 26 | 19 | 3 | 4  | 104:59 | 41 |
| 2. «Динамо» (Москва)                  | 26 | 15 | 6 | 5  | 96:66  | 36 |
| 3. «Динамо» (Алма-Ата)                | 26 | 14 | 6 | 6  | 120:72 | 34 |
| 4. СКА (Хабаровск)                    | 26 | 14 | 4 | 8  | 88:72  | 32 |
| 5. «Волга» (Ульяновск)                | 26 | 11 | 8 | 7  | 79:61  | 30 |
| 6. «Енисей» (Красноярск)              | 26 | 10 | 5 | 11 | 59:64  | 25 |
| 7. «Шахтёр» (Кемерово)                | 26 | 8  | 8 | 10 | 58:71  | 24 |
| 8. «Уральский трубник» (Первоуральск) | 26 | 10 | 4 | 12 | 68:83  | 24 |
| 9. «Вымпел» (Калининград)             | 26 | 7  | 9 | 10 | 55:60  | 23 |
| 10. «Автомобилист» (Караганда)        | 26 | 9  | 4 | 13 | 73:96  | 22 |
| 11. «Зоркий» (Красногорск)            | 26 | 8  | 6 | 12 | 92:97  | 22 |
| 12. «Локомотив» (Иркутск)             | 26 | 10 | 1 | 15 | 69:82  | 21 |
| 13. «Водник» (Архангельск)            | 26 | 6  | 3 | 17 | 51:84  | 15 |
| 14. «Североникель» (Мончегорск)       | 26 | 7  | 1 | 18 | 60:105 | 15 |

## Составы команд и авторы забитых мячей
Чемпионы СССР
- 1. СКА (Свердловск) (17 игроков): Виктор Замараев (16), Валерий Попков (20) — Виктор Грайм (18; 0), Леонид Павловский (25; 0), Николай Черноусов (19; 0), Виктор Шеховцов (23; 0), Сергей Васильев (21; 2), Леонид Воронин (24; 3), Владимир Ордин (25; 5), Юрий Панченко (18; 0), Валентин Хардин (24; 2), Олег Грибов (21; 9), Николай Дураков (25; 42), Александр Измоденов (21; 18), Владимир Тарасевич (23; 16), Александр Хайдуков (17; 1), Валерий Эйхвальд (24; 6).

Серебряные призёры
- 2. «Динамо» (Москва) (19 игроков): Александр Теняков (24; −51), Юрий Шальнов (7; −11) — Николай Соловьёв (14; 0), Юрий Шорин (23; 1), Евгений Герасимов (25; 9), Евгений Горбачёв (23; 4), Александр Дудин (12; 1), Анатолий Мосягин (21; 6), Леонид Палладий (23; 0), Владимир Плавунов (25; 1), Вячеслав Соловьёв (25; 3), Георгий Канарейкин (19; 12), Юрий Лизавин (25; 38), Сергей Майборода (16; 2), Валерий Маслов (19; 10), Анатолий Рушкин (21; 9). В составе команды выступали также Виктор Рыбин (1; 0), Михаил Гордеев (2; 0) и вратарь Геннадий Шишков (2; −4).

Бронзовые призёры
- 3. «Динамо» (Алма-Ата) (18 игроков): Юрий Жабин (22), Александр Иордан (15) — Юрий Дедюхин (17; 0), Геннадий Любченко (24; 0), Вячеслав Панёв (23; 4), Борис Третьяков (25; 0), Яков Апельганец (25; 4), Борис Краснопёров (25; 1), Анатолий Соколов (17; 2), Валерий Бочков (26; 34), Юрий Варзин (25; 41), Александр Ионкин (26; 11), Геннадий Конев (26; 2), Борис Чехлыстов (26; 21). В составе команды также выступали: Николай Шмик (1; 0), Альжан Садвакасов (3; 0), Африкан Зырянов (6; 0), Мурат Жексембеков (6; 0).

- 4. СКА (Хабаровск) (18 игроков): Валерий Косс (16), Анатолий Лутков (15) — Владимир Башан (25; 24), Олег Биктогиров (24; 0), Анатолий Гладилин (21; 3), Владимир Ивашин (24; 19), Александр Комаровский (22; 9), Сергей Кривоногов (21; 0), Сергей Кузнецов (22; 0), Виталий Пальгунов (22; 10), Владислав Помазкин (25; 1), Валерий Рылеев (24; 2), Анатолий Фролов (20; 15). В составе команды также выступали Виктор Булдыгин (10; 3), Игорь Грицаев (6; 0), Виктор Ковалёв (4; 0), Сергей Слепов (9; 2) и Михаил Ханин (2; 0).

- 5. «Волга» (Ульяновск) (19 игроков): Леонард Мухаметзянов (26), Пётр Нестеров (15) — Виталий Агуреев (19; 1), Евгений Агуреев (25; 10), Николай Афанасенко (24; 3), Юрий Гаврилов (16; 0), Алексей Горин (14; 0), Вячеслав Дорофеев (25; 19), Борис Кияйкин (14; 0), Владимир Куров (25; 10), Борис Малявкин (13; 1), Владимир Михеев (25; 0), Владимир Монахов (21; 16), Геннадий Перфильев (21; 1), Владимир Терехов (20; 9), Михаил Тонеев (25; 7), Эдуард Эдукарьянц (19; 2). В составе команды также выступали Олег Плотников (4; 0) и Виктор Солдатов (5; 0).

- 6. «Енисей» (Красноярск) (19 игроков): Юрий Ляпин (14), Геннадий Почекутов (13) — Владимир Артёмов (26; 18), Борис Бутусин (25; 1), Владимир Вишнневский (24; 1), Владимир Гуртовой (19; 0), Владимир Игумнов (25; 3), Константин Колесов (17; 0), Владимир Куманёв (23; 9), Виталий Лазицкий (17; 1), Виктор Ломанов (16; 2), Юрий Непомнющий (24; 6), Геннадий Преловский (25; 6), Валерий Селиванов (26; 9), Юрий Шувалов (17; 0), Владимир Юдин (21; 2). В команде также выступали Владимир Романов (1; 0), Владимир Прокошин (12; 0) и Анатолий Солорёв (8; 0). 1 мяч в свои ворота забил Александр Пузырёв «Уральский трубник» (Первоуральск).

- 7. «Шахтёр» (Кемерово) (19 игроков): Владимир Краев (16), Юрий Саломатов (14) — Владимир Балаганский (24; 11), Геннадий Груздев (22; 8), Владимир Евтушенко (26; 2), Виктор Жданов (25; 0), Валерий Журавлёв (20; 4), Анатолий Измаденов (25; 0), Владимир Коровин (15; 2), Александр Куземчик (25; 8), Анатолий Персиянцев (16; 0), Александр Родионов (14; 1), Валерий Рябченко (18; 0), Геннадий Савельев (22; 17), Анатолий Филонов (16; 4). В команде также выступали Виктор Баянов (9; 1), Виктор Бурдыгин (8; 0), Валентин Свердлов (1; 0) и Анатолий Трегубов (10; 0).

- 8. «Уральский трубник» (Первоуральск) (20 игроков): Геннадий Михайловских (12), Юрий Школьный (19) — Виктор Дёмин (22; 0), Владимир Денисов (14; 3), Сергей Ермаков (24; 0), Евгений Злоказов (23; 3), Евгений Измоденов (26; 23), Валентин Клименко (16; 0), Геннадий Кондаков (13; 8), Александр Кузнецов (25; 6), Александр Мальцев (19; 3), Владимир Мозговой (26; 1), Николай Перфильев (16; 2), Александр Пузырёв (25; 3), Александр Рыбаков (20; 5), Александр Сивков (26; 11), Виктор Шмарков (23; 0). В команде также выступали Николай Денисов (2; 0), Вольдемар Май (4; 0) и Владимир Скуридин (12; 0).

- 9. «Вымпел» (Калининград) (20 игроков): Виктор Громаков (14), Франц Ромбс (16) — Фёдор Базаев (17; 1), Евгений Базаров (19; 3), Виталий Данилов (19; 0), Евгений Данилов (17; 0), Михаил Девишев (24; 8), Евгений Косоруков (25; 5), Валентин Кучин (25; 7), Юрий Лагош (23; 8), Юрий Парыгин (26; 11), Вячеслав Петров (21; 1), Николай Солодов (23; 0), Виктор Стариков (23; 2), Геннадий Шахманов (19; 5). В команде также выступали Владимир Борисов (12; 3), Леонид Кондратьев (5; 1), В. Кувшинов (1; 0), Расик Мухаметзянов (1; 0) и Николай Харлов (2; 0).

- 10. «Автомобилист» (Караганда) (18 игроков): Аркадий Чёрный (22), Пётр Чёрный (8) — Тастанбек Аринов (26; 0), Геннадий Баданин (25; 0), Юрий Блохин (26; 4), Владислав Ермолов (25; 11), Виктор Зуев (25; 12), Геннадий Корчагин (25; 10), Анатолий Малышкин (25; 1), Юрий Поповцев (25; 4), Иван Раков (25; 6), Валерий Соколов (26; 14), Борис Хандаев (25; 11). В команде также выступали Алексей Бочарников (1; 0), Виктор Гебгард (3; 0), Владимир Иванов (11; 0), Михаил Орлов (3; 0) и вратарь Николай Щёлоков (6).

- 11. «Зоркий» (Красногорск) (18 игроков): Владимир Болденко (5), Валерий Мозгов (26) — Олег Горбунов (25; 0), Александр Гуляев (14; 0), Виктор Ерёмин (25; 7), Виктор Маркин (25; 2), Дмитрий Морозов (25; 0), Евгений Папугин (25; 35), Юрий Петров (21; 18), Анатолий Пульков (22; 15), Виктор Рыбин (23; 3), Николай Сазонов (21; 0), Николай Чегодаев (23; 7), Владимир Янко (25; 5). В составе команды также выступали Александр Григорьев (1; 0), Евгений Коростелёв (7; 0), Николай Лебедев (1; 0) и Владимир Новаковский (4; 0).

- 12. «Локомотив» (Иркутск) (20 игроков): Виктор Елизаров (25), Леонид Князьков (2) — Анатолий Данилов (14; 0), Василий Зырянков (20; 2), Олег Катин (23; 0), Виктор Кожевников (19; 1), Виталий Колесников (26; 8), Александр Комарицин (26; 9), Юрий Максимов (13; 4), Олег Михалёв (25; 2), Олег Суставов (25; 7), Анатолий Терентьев (24; 21), Виктор Тютрин (20; 0), Игорь Хандаев (24; 11), Александр Шулепов (22; 1). В команде также выступали Всеволод Белый (10; 0), Вячеслав Говорков (9; 0), Евгений Данилов (2; 0), Евгений Каштанов (6; 3) и Геннадий Почебут (1; 0).

- 13. «Водник» (Архангельск) (18 игроков): Александр Лебедев (13), Виталий Сандул (16) — Валерий Кашкарёв (25; 0), Евгений Кокнаев (11; 0), Вячеслав Малахов (21; 6), Леонид Марков (24; 5), Александр Матвеев (19; 1), Александр Митричев (21; 2), Роберт Овчинников (22; 1), Николай Парфёнов (24; 0), Виталий Петровский (19; 1), Леонид Погребной (19; 2), Алексей Попов (25; 7), Сергей Пятлин (15; 0), Сергей Семёнов (26; 23), Александр Скирденко (24; 0), Борис Скрынник (12; 2), Евгений Юшманов (11; 1). В команде также выступал Владимир Усачёв (2; 0).

- 14. «Североникель» (Мончегорск) (20 игроков): Анатолий Бондарев (23), Виктор Корольков (7) — Николай Афонин (24; 1), Николай Балдин (24; 8), Анатолий Клеймёнов (26; 25), Анатолий Козлов (25; 12), Виктор Осокин (25; 0), Евгений Павлюченков (26; 1), Валерий Полодухин (25; 4), Сергей Тепляков (25; 6), Юрий Ульянов (21; 1), Борис Умрихин (22; 0), Виктор Ширшов (16; 0). В команде также выступали Сергей Алабин (10; 0), Юрий Афанасьев (11; 0), Валерий Горшков (10; 0), Сергей Кузнецов (3; 0), Владимир Лещенко (12; 0), Александр Саксонов (5; 2) и вратарь Валерий Кононов (2).

Лучший бомбардир — Николай Дураков, СКА (Свердловск) — 42 мяча.
По итогам сезона определён список 22 лучших игроков.

## Класс «Б»
Соревнования в классе «Б» прошли в три этапа. На первом этапе прошли чемпионаты областей, краёв, АССР, Москвы и Ленинграда, в которой участвовали команды ликвидированной второй группы класса"А", а также выбывшие из первой группы класса «А» «Фили» (Москва) и «Труд» (Куйбышев). Лучшие команды допускались к зональным соревнованиям. На втором этапе со 2 по 14 февраля 1969 года прошли зональные соревнования. В них участвовали 46 команд, разбитые на 8 зон. Команды второй, третьей и четвёртой зон были разбиты на 2 подгруппы. Вначале были проведены однокруговые турниры, затем состоялись стыковые матчи. В остальных зонах соревнования прошли в один круг.
- Первая зона. (Хабаровск). Победитель «Строитель» (Хабаровск).
- Вторая зона. (Омск). Победитель «Юность» (Омск).
- Третья зона. (Верхний Уфалей), Челябинская область. Победитель БАЗ (Краснотурьинск).
- Четвёртая зона. (Курск). Победитель КЭАЭЗ (Курск).
- Пятая зона. (Сызрань), Куйбышевская область. Победитель «Торпедо» (Сызрань).
- Шестая зона. (Донской), Тульская область. Победитель «Фили» (Москва).
- Седьмая зона. (Сыктывкар). Победитель «Старт» (Горький).
- Восьмая зона. (Северодвинск), Архангельская область. Победитель «Север» (Северодвинск).

### Финальный турнир XIX чемпионата РСФСР
Заключительный этап соревнований состоялся с 21 февраля по 1 марта 1971 года в Сызрани, Куйбышевской области. В нём приняли участие 8 победителей зон. Команды были разбиты на две подгруппы.

### Подгруппа «А»
| М | Команда                | 1   | 2   | 3   | 4   | В | Н | П | Мячи          | О |
| - | ---------------------- | --- | --- | --- | --- | - | - | - | ------------- | - |
| 1 | «Фили» (Москва)        |     | 6:4 | 6:1 | 5:0 | 3 | 0 | 0 | 17 − 5 = + 12 | 6 |
| 2 | «Юность» (Омск)        | 4:6 |     | 3:3 | 9:2 | 1 | 1 | 1 | 16 − 11 = + 5 | 3 |
| 3 | «Север» (Северодвинск) | 1:6 | 3:3 |     | 8:1 | 1 | 1 | 1 | 12 − 10 = + 2 | 3 |
| 4 | «Старт» (Горький)      | 0:5 | 2:9 | 1:8 |     | 0 | 0 | 3 | 3 − 22 = − 19 | 0 |

### Подгруппа «Б»
| М | Команда                 | 1   | 2   | 3   | 4   | В | Н | П | Мячи          | О |
| - | ----------------------- | --- | --- | --- | --- | - | - | - | ------------- | - |
| 1 | «Торпедо» (Сызрань)     |     | 3:2 | 4:2 | 3:3 | 2 | 1 | 0 | 10 − 7 = + 3  | 5 |
| 2 | БАЗ (Краснотурьинск)    | 2:3 |     | 3:2 | 4:2 | 2 | 0 | 1 | 9 − 7 = + 2   | 4 |
| 3 | «Строитель» (Хабаровск) | 2:4 | 2:3 |     | 9:3 | 1 | 0 | 2 | 13 − 10 = + 3 | 2 |
| 4 | КЭАЭЗ (Курск)           | 3:3 | 2:4 | 3:9 |     | 0 | 1 | 2 | 8 − 16 = − 8  | 1 |

### Стыковые игры
- За первое место: «Фили» (Москва) − «Торпедо» (Сызрань) 6:1.
- За третье место: «Юность» (Омск) − БАЗ (Краснотурьинск) 3:1.
- За пятое место: «Север» (Северодвинск) − «Строитель» (Хабаровск) 5:1.
- За седьмое место: «Старт» (Горький) − КЭАЭЗ (Курск) 6:2.

- «Фили» (Москва) (17 игроков): Владимир Пахомов (8) — Виктор Аносов (8; 2), Евгений Богомазов (8), Анатолий Бочкарёв (8; 18), Виктор Ветчинов (8; 2), Леонид Касаткин (8; 1), Михаил Осинцев (8; 15), Владимир Перепелов (8; 8), Николай Фигурин (8), Владимир Фролов (8; 6), Евгений Манкос (7; 10), Владимир Полковников (7; 1), Анатолий Кузнецов (5; 1), Виктор Мартынов (3), Б. Княжев (2), В. Колодезнев (2), В. Будаев (1).
- «Торпедо» (Сызрань) (только авторы забитых мячей): В. Гордеев (12), Е. Асафов (10), В. Бетев (10), А. Черников (10), И. Калабин (7), Пётр Алабердин (5), В. Сержантов (3), В. Самсонов (2), А. Сёмин (1), М. Урванцев (1).
- «Юность» (Омск) (только авторы забитых мячей): Г. Мотовилов, Г. Умысков − Александр Найданов (15), Анатолий Ворожцов (12), Виктор Галкин (11), Владимир Бахаев (10), Юрий Акищев (8), Владимир Савченко (5), В. Игонин (3), С. Захаренко (1), Николай Вершков, Виктор Ивлев, И. Коршиков, Василий Першин, В. Плесовских, Александр Шуешкин.